# The Break-Up
The Break-Up är en amerikansk komedi-dramafilm från 2006 i regi av Peyton Reed.

## Kuriosa
Vince Vaughns föräldrar dyker upp i två små roller i filmen. Hans mamma spelar en turist och hans pappa spelar Jennifer Anistons pappa.

## Rollista (i urval)
- Vince Vaughn - Gary Grobowski
- Jennifer Aniston - Brooke Meyers
- Joey Lauren Adams - Addie
- Jon Favreau - Johnny O
- Jason Bateman - Riggleman
- Judy Davis - Marilyn Dean
- Justin Long - Christopher
- Ivan Sergei - Carson Wigham
- John Michael Higgins - Richard Meyers
- Ann-Margret - Wendy Meyers
- Vincent D'Onofrio - Dennis Grobowski